# Scrubtyfus
Scrubtyfus is een infectieziekte die wordt veroorzaakt door Orientia tsutsugamushi, een bacterie uit de familie Rickettsiaceae. Deze aandoening komt voor in Azië en noordelijk Australië.

## Overdracht
Overdracht vindt plaats via mijten van het geslacht Trombicula. Deze mijten leven in dicht struikgewas in de zogenoemde "tsutsugamushi-driehoek" die loopt van Kamtsjatka in het noorden naar Queensland in het zuidoosten en Afghanistan in het zuidwesten. De beet bevindt zich meestal op de benen of in de genitale regio. Wilde knaagdieren fungeren als reservoir voor scrubtyfus.

## Klinisch beeld
Scrubtyfus heeft een incubatietijd van zes tot twintig dagen met een gemiddelde van tien dagen. Een milde scrubtyfus gaat in eerste instantie gepaard met koorts, hoofdpijn, spierpijn en opgezette lymfeklieren. Later ontwikkelt zich een maculopapulaire huiduitslag. Het klinisch beloop is meestal gunstig. Longontsteking, myocarditis, meningo-encefalitis, nierfalen, bloedingen en diffuus intravasale stolling kunnen optreden bij ernstigere vormen van deze ziekte. Bij adequate behandeling met antibiotica is de mortaliteit van scrubtyfus gering.